# Вильпрё-Пауэр, Жанна
Жанна Вильпрё-Пауэр (фр. Jeanne Villepreux-Power) — французская натуралистка, родилась 4 вандемьера III года (24 или 25 сентября 1794) в Жуйаке, умерла там же 25 января 1871 года.

## Биография
Жанна была первой из четырёх детей Пьера Вильпрё, который занимался разнообразными ремеслами, такими как сапожное дело и работа в полиции, и Жанны Нико. Она уехала в Париж в возрасте 18 лет, и работала там для известной портнихи Клеманс Гаглен. Приобрела известность благодаря участию в пошиве свадебного платья для свадьбы Дюка де Берри. В связи с этим событием она познакомилась с английским аристократом Джеймсом Пауэром, с которым вступила в брак в 1818 году в Мессине. Супружеская чета обосновалась на Сицилии. Там Жанна увлеклась учёбой, в особенности естественной историей острова. Она опубликовала «Itinerario della Sicilia riguardante tutt’i rami di storia naturale e parecchi di antichita che essa contiene» (Messine, 1839) и «Guida per la Sicilia» (Naples, 1842, переизданный в 1995)
Жанна Вильпрё впервые создала и использовала аквариумы для изучения морского мира. Благодаря ей были опубликованы «Наблюдения и физические опыты над многочисленными морскими и наземными животными»
Также Жанна интересовалась ракушками, современными и ископаемыми, в особенности Argonauta argo. Она разрешила неясный для своего времени научный вопрос: выращивает ли аргонавт свою раковину сам или заселяет её как рак-отшельник. Для лучшего изучения этих животных она делала клетки «а-ля Пауэр», которые впоследствии стали аквариумами. Благодаря своим наблюдениям, она также смогла определить способ размножения этого вида, для которого характерен значительный половой диморфизм. Сэр Ричард Оуэн (1804—1892) считал её матерью аквариумистики:
Мадам Жанетте Пауэр (урождённой Вильпрё), согласно свидетельству профессора Кармело Маравинья в „Giornale Letterario dell’Accademia Gioenia di Catania“ (Декабрь 1834) должна принадлежать (насколько это возможно для одного человека) честь изобретения и систематического применения ёмкостей, сейчас называемых аквариумами, для изучения морских животных, в особенности моллюсков
Она стала первой женщиной, принятой в члены Академии Наук Катании. Она также была корреспондентом Зоололического общества в Лондоне и 16 других научных обществ. Среди её публикаций стоит отметить очень детальный справочник по Сицилии «Guida per la Sicilia», где она перечисляет богатства острова.
Её коллекции пропали в море вместе с кораблём, который вёз их в Лондон в 1838 году. Чета Пауэр переезжает в 1842 году в Париж.

## Из Жуйака в Жуйак
Родившись в Жуйаке, на площади Церкви, Жанна умерла в этом же городе 25 января 1871 года. Она вернулась в свой родной город, спасаясь от осады Парижа 1870 года, оставив своего супруга Джеймса Пауэра в столице. Склеп Вильпрё-Пауэр находился на старинном кладбище Понтуазо, которое было разрушено в 1976 году.

## Наследие
Международный астрономический союз назвал в честь Жанны патеру на Венере, открытую зондом Магеллан. Координаты патеры Вильпрё-Пауэр: 22° ю.ш., 210° в.д.